# John Bodkin Adams
Pour les articles homonymes, voir John Adams et Adams.
John Bodkin Adams (21 janvier 1899 – 4 juillet 1983) est un médecin généraliste britannique et soupçonné d'être un tueur en série,,.

## Biographie
Adams est né en Randalstown, Irlande du Nord, mais a travaillé à Eastbourne en Angleterre. La ville défraya la chronique internationale pendant l’été de 1956 quand le docteur Adams, un généraliste qui comptait parmi ses patients plusieurs personnes aisées, fut arrêté et accusé de l’assassinat par surdose de morphine d’une veuve âgée. Entre 1945 et 1956 le docteur avait été bénéficiaire 132 fois dans les testaments de ses patients d’une part de l’héritage ; il avait aussi reçu des cadeaux, y compris deux Rolls Royces. Ces faits occasionnèrent des rumeurs qui se propagèrent dans la ville. Jusqu’à 400 assassinats furent cités par des journaux mais après un procès controversé à la Cour criminelle centrale (Old Bailey) qui captiva le pays pendant 17 jours, en mars 1957, Adams fut déclaré non coupable. Il fut radié pour quatre ans, mais exerça de nouveau à Eastbourne en 1961. Selon les archives de Scotland Yard, il est soupçonné d'avoir tué 163 patients dans la ville et ses environs.
Il a été un membre des Assemblées de Frères ("Plymouth Brethren" en anglais).

## Documentaire
- 1996 : Morts sur ordonnance : Dr Bodkin Adams, dans la série Affaires criminelles, Enquêtes sur les grands crimes de notre temps de Christophe Lagrange, ALP/Marshall Cavendish  (ISBN 2736500334)